# Philippe Krootchey
Philippe Krootchey, né Crutchet à Issy-les-Moulineaux le 23 octobre 1954 et mort le 2 septembre 2004 à Villejuif, est un musicien et un animateur de radio et de télévision français.

## Biographie
Métis, né d'un père béninois, Philippe Krootchey est un des plus importants disc jockeys des années 1970 et 1980. Il animera notamment les nuits des Bains-Douches de Paris et du Privilège. Il fait partie du groupe Love International avec Philippe Chany et Fred Versailles (Dance On The Groove (And Do The Funk)), puis sort deux titres sous son nom : Whatazzy et Qu'est-ce qu'il a (d'plus que moi ce négro là?). Pour la pochette de ce dernier titre, Pierre et Gilles réalisent le portrait de Philippe Krootchey en noir Banania. Le clip est dans la même veine, ainsi que le décrit Alain Pacadis : « (…) l’ancien D.J. du Palace et des Bains-Douches, tente un croisement entre un Henri Salvador branché et le Tirailleur Sénégalais hilare des publicités Banania, apparaissant, tour à tour, en rasta défoncé, tyrolien amoureux, Fu Manchu exotique ou belle blonde platine, avant de se livrer à un ballet à la Busby Berkeley sur un planisphère géant. »
Il anime l'émission Blah-blah Groove sur la chaîne musicale MCM et L’Agence des voyages sonores sur Radio Nova. Il a aussi été directeur artistique du mensuel Têtu pendant quatre ans.
Au terme d'une bataille juridique, il obtient de Philippe Douste-Blazy l'autorisation de recevoir une greffe du foie de son compagnon Pascal. La greffe est un succès mais quelque temps plus tard, peu avant de fêter ses cinquante ans, Philippe Krootchey meurt d'une rupture d'anévrisme.

## Discographie

### Love International
- Dance On The Groove (And Do The Funk)

### Krootchey
- Qu'est-ce qu'il a (d'plus que moi ce négro là?) (1984)
- Whatazzy (1984)
- J'entends À Mes Oreilles (1986)
- Cruel justicier, (New Deal 1988)

## Filmographie
- 2005 : Reviens et prends-moi, court métrage de Franssou Prenant (acteur)